# 河合瑠果
河合 瑠果（かわい るか、2002年2月15日 - ）は、日本の女優。広島県出身・栃木県宇都宮市在住。ブレス所属。かつてはNEWSエンターテインメントに所属していた。

## 略歴
2020年3月作新学院高等学校総合進学部進学科卒業、同年4月に作新学院大学に入学、心理学を専攻。
2015年にNEWSエンターテインメントに所属し芸能活動を始める。のち、映画俳優・脚本家を育てる学校映画24区スクールで行われた【冬休み特別企画】映画24区×芸能プロダクション×デビューのワークショップオーディションにて合格しブレス所属となる。
2018年にニューシネマワークショップ映画俳優向けワークショップで制作された吉野竜平監督作品「ミゾロギミツキを探して」で映画デビューかつ初主演を務める。翌2019年11月より劇場公開が行われる。
2020年1月1日にミヤラジ（宇都宮のコミュニティFM）にゲスト出演したのをきっかけにラジオに興味を持ち、研修を経て同年8月よりパーソナリティとなる。同局番組「パールの心のトリセツ」のナビゲーターを担当。
2022年1月から同局でラジオ番組「作新学院大学まちづくりラジオ部」を企画し自らナビゲーターを担当。

## 人物
身長158cm、靴のサイズは23.5cm。血液型はA型。
趣味は映画観賞、音楽鑑賞、読書。特技は、作文、絵画、ダンス。他に、乗馬、カンフー、殺陣。

## 出演

### テレビドラマ
- 5人のジュンコ（2015年11月 - 12月、連続ドラマW、WOWOW）
- OUR HOUSE（2016年4月17日 - 6月12日、フジテレビ）
- BORDER 衝動〜検視官・比嘉ミカ〜（2017年10月6日・13日、テレビ朝日） - 寺島 役
- 精霊のものがたり 世界の記憶 上野三碑（2017年11月18日、群馬テレビ） - ルカ 役

### 映画
- ミゾロギミツキを探して（2018年 ニューシネマワークショップ） - 主演・溝呂木風花 役
- 雨が降っていた（2022年 ENBUゼミナール DROP CINEMA FESTIVAL） - 主演・佐々木瞳 役[16]

### ラジオ
- 宇都宮コミュニティメディア(ミヤラジ) パーソナリティ

### 動画
- SAMURAI GIRL (2024年5月-2024年10月 全14回 柔剣雷心会) (Youtube)[17]

### CM等
- 江崎グリコ 「新商品キャンペーン」 Webスペシャルムービー
- ユニセフ
- 早稲田アカデミー個別進学館
- 国大セミナー

## 書籍

### 雑誌
- JSガール (2016年4月号） - ヘアアレンジモデル